# DN2G
De DN2G (Drum Național 2G of Nationale weg 2G) is een weg in Roemenië. Hij loopt van Bacău via Moinești naar Comănești. De weg is 55 kilometer lang.